# James Eagan Holmes
James Eagan Holmes (San Diego, California; 13 de diciembre de 1987) es un asesino en masa, siendo el autor de la Masacre de Aurora de 2012 anteriormente no tenía antecedentes criminales.
Holmes fue hospitalizado tras intentar suicidarse varias veces en la cárcel en noviembre de 2012. Actualmente se encuentra recluido sin posibilidad de libertad condicional. Se esperaba que sus abogados presentasen una declaración de disminución de la capacidad (que es distinta de un alegato de locura), pero estos comunicaron al juez en la audiencia preliminar que no estaban preparados para decidir sobre ese paso todavía y que necesitaban más tiempo, teniendo en cuenta la documentación masiva existente sobre el caso. William B. Sylvester, juez de primera instancia que supervisó las preliminares, también estaba preocupado por ir demasiado rápido para proceder a la lectura de cargos, lo que podría generar más problemas que soportan una eventual apelación. El 27 de marzo de 2013, los abogados de Holmes dijeron que se declararía culpable para evitar la pena de muerte. Los fiscales no se mostraron dispuestos a aceptar la oferta. James Holmes fue declarado no culpable por razones de demencia el 4 de junio de 2013, que el juez aceptó. El juicio estaba programado para el 3 de febrero de 2014, siendo postergado el 27 de febrero al 14 de octubre del mismo año por el juez Carlos Samour, a razón de permitir que se haga un nuevo y concluyente estudio sobre la salud mental de Holmes. El pasado 16 de julio de 2015, Holmes fue declarado culpable de 165 cargos, incluido asesinato en primer grado, después de 11 semanas de juicio, los argumentos de 250 testigos, la muestra de 1.500 fotografías y la proyección de 24 horas de vídeo.

## Origen
Holmes nació el 13 de diciembre de 1987, hijo de Arlene Holmes, una enfermera, y Robert M. Holmes, un matemático y científico.  Su padre tiene títulos de la Universidad de Stanford, UCLA y Berkeley. Holmes fue criado en Castroville, California, donde asistió a la escuela primaria,  y en San Diego, California.  Se graduó en 2006 de la Westview High School en la comunidad de Torrey Highlands en San Diego. En su juventud, Holmes jugaba fútbol y corría a través del campo. Asistía con su familia a una iglesia luterana local, según el testimonio del pastor.
En el verano de 2006, Holmes obtuvo una pasantía y trabajó en el Instituto Salk, donde fue asignado para escribir un código de computadora para un experimento. Holmes, quien fue descrito por su supervisor como persistente, poco comunicativo y socialmente inepto (muestras tempranas de un comportamiento sociopático), presentó su proyecto a los otros internos al final de la pasantía, pero nunca la completó. El propio Holmes escribió sobre sus experiencias en el Instituto Salk: "Tengo poca experiencia en programación de computadoras y el trabajo fue todo un reto, en pocas palabras. A pesar de esto, aprendí a programar en Flash y luego construí un modelo de calibración trans-temporal... Terminar el proyecto y presentar mi modelo al final de la pasantía fue un alivio...".
Desde 2006, asistió a la Universidad de California, Riverside (UCR), obteniendo en 2010 su título de Bachelor of Science en neurociencia con altos honores. Fue miembro de varias sociedades honoríficas, inclusive de Phi Beta Kappa y Golden Key. Según las cartas de recomendación de la UCR enviadas a la Universidad de Illinois en Urbana-Champaign (UIUC), Holmes se graduó dentro del 1% más alto de su promoción con un GPA de 3.949. Estas cartas también describían a Holmes como "un líder grupal muy eficaz" y "una persona que asume un papel activo en su educación y trae al salón de clases una gran cantidad de madurez intelectual y emocional".
En el verano de 2008, Holmes trabajó como consejero en un campamento de verano en Glendale, California, atendiendo niños especiales con edades comprendidas entre 7 y 14 años. Estuvo a cargo de 10 niños y no tuvo ningún problema disciplinario.
En junio de 2011, Holmes se matriculó en la Universidad de Colorado en Denver para cursar un Doctorado en neurociencia en el Campus Médico Anschutz, en Aurora. Estaba bajo tratamiento psiquiátrico (por razones desconocidas) conducido por la Dra. Lynne Fenton, de quien se ha discutido corresponsabilidad psiquiátrica en el suceso.
Recibió una subvención de 21.600 dólares del National Institutes of Health, según los registros de la agencia. La subvención estuvo disponible desde julio de 2011 hasta junio de 2012. Holmes, además, recibió un estipendio (pago por servicios prestados) de 5.000 dólares de la Universidad de Colorado en Denver. A pesar de haber recibido una carta de admisión a la UIUC, donde se le ofrecía un estipendio de 22.600 dólares y educación gratuita, rechazó la oferta por motivos no especificados. Los miembros del comité que aprobó la admisión de Holmes en la UIUC se acordaron especialmente su solicitud porque había enviado una foto en la que aparecía al lado de una llama.
En 2012 su desempeño académico declinó, obteniendo un bajo puntaje en el examen comprehensivo de primavera. La universidad no planeaba expulsarlo. Sin embargo, Holmes ya estaba tramitando su retiro. Tres días después de desaprobar un examen oral a inicios de junio de 2012, Holmes abandonó sus estudios sin explicación alguna.
En Aurora, Holmes vivió en un apartamento unipersonal en un edificio de la Calle París junto a otros estudiantes involucrados en estudios de salud. En su solicitud de alquiler, se describió como "tranquilo y tratable". Dejó algunos rastros durante este tiempo, tales como una dirección de correo electrónico de la universidad, una vieja foto en Myspace, un perfil para citas en Match.com, un perfil en Adult FriendFinder y un currículum vitae en Monster.com. Se observó que Holmes era un gran fanático de los superhéroes, incluyendo a Batman, y que su apartamento estaba decorado con parafernalia de Batman.
Sus abogados afirman que Holmes era un paciente psiquiátrico del médico director de los Servicios de Salud Mental para Estudiantes del Campus Médico Anschutz antes del tiroteo de Aurora. Sin embargo, la Fiscalía no está de acuerdo con esta afirmación.
Holmes previno a otros de los síntomas que suponían la presencia de una enfermedad mental, además de alertarlos sobre su potencial peligrosidad algún tiempo antes del tiroteo. Dos semanas antes del Tiroteo de Aurora, envió un mensaje de texto bastante críptico y extraño a una estudiante cuya identidad se desconoce, en el que le preguntaba si había oído hablar de la "manía disfórica". Ella respondió, preguntando si esta condición podía ser tratada. El replicó en otro mensaje "lo era", y añadió "deberías alejarte de mí, porque soy malas noticias (I am bad news)".

## Acciones antes del 20 de julio
El 22 de mayo de 2012, Holmes compró su primera arma, una pistola Glock 22 calibre.40 en una tienda llamada Gander Mountain, situada en Aurora. Seis días más tarde compró una escopeta Remington 870 en Bass Pro Shop, una tienda ubicada en Denver. El 7 de junio, a pocas horas de reprobar su examen oral en la universidad, compró un fusil semiautomático tipo AR‑15 (Smith & Wesson M&P15), así como una tercera pistola Glock 22 el 6 de julio.
Cada una de las armas fue comprada legalmente.
Cuatro meses antes de la masacre, Holmes compró por internet 3000 balas para las pistolas, 3000 balas para el AR‑15 y 350 cartuchos para la escopeta.
El 2 de julio de 2012, hizo un pedido para un chaleco de combate Blackhawk, dos portacargadores y un cuchillo en una tienda en línea.
El 25 de junio de 2012, menos de un mes antes del tiroteo, Holmes envió por correo electrónico una solicitud para unirse a un club de tiro en Byers (estado de Colorado). El propietario, Glenn Rotkovich, lo llamó varias veces a lo largo de los días siguientes para invitarlo a una orientación obligatoria, pero sus llamadas eran siempre dirigidas a su correo de voz. Según lo que pudo oír grabado en su contestadora, describió a Holmes como "bizarro y friki", y el mensaje como "gutural, hablado con voz gruesa, incoherente y divagante". Rotkovich indicó a sus empleados que lo informaran si Holmes aparecía, aunque éste nunca se presentó al polígono de tiro ni volvió a llamar.

En retrospectiva, en caso que hubiese visto las películas, tal vez diría que era como el Joker. Yo le hubiese quitado lo gracioso. Era como alguien que trataba de ser lo más raro posible.
Glenn Rotkovich, propietario del club de tiro

Holmes se encontró con al menos tres profesionales en salud mental en la Universidad de Colorado antes de la masacre.

## Masacre de Aurora

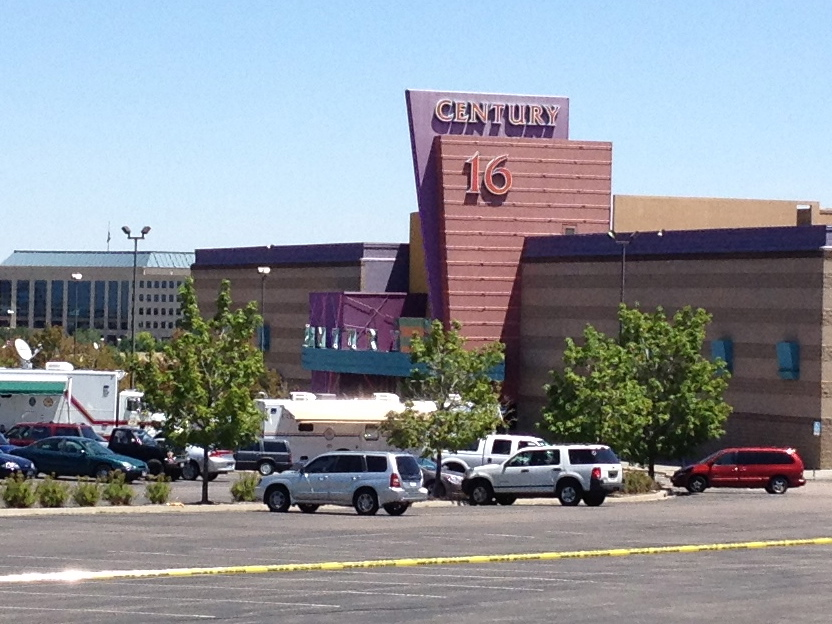
Cine donde se desarrollaron los hechos.

El 20 de julio de 2012, James entró en el cine Century 16 con una máscara de gas y con el pelo teñido de rojo para simular un suceso del comic The Dark Knight Returns, en el que un sujeto de cabello rojo, perturbado por el estrés en su trabajo y por los supuestos mensajes subliminales contenidos en la canción Stairway to Heaven, ingresa a un cine para adultos y asesina a varias personas; del mismo modo Holmes se dirigió a la sala donde se estaba proyectando la película The Dark Knight Rises y abrió fuego. Mató a 12 personas e hirió a otras 70. Al salir del cine se dirigió a su automóvil, que estaba estacionado detrás de éste. Allí es donde lo arrestó la policía sin oponer resistencia. Los oficiales que efectuaron el arresto recuperaron varias armas dentro del cine y en el interior del automóvil.
Según dos autoridades federales, Holmes se había teñido de rojo su pelo y se hacía llamar "El Joker". Una vez detenido, Holmes contó a la policía que había instalado trampas cazabobos en su apartamento antes de dirigirse al cine. La policía confirmó más tarde la presencia de artefactos explosivos en el apartamento.

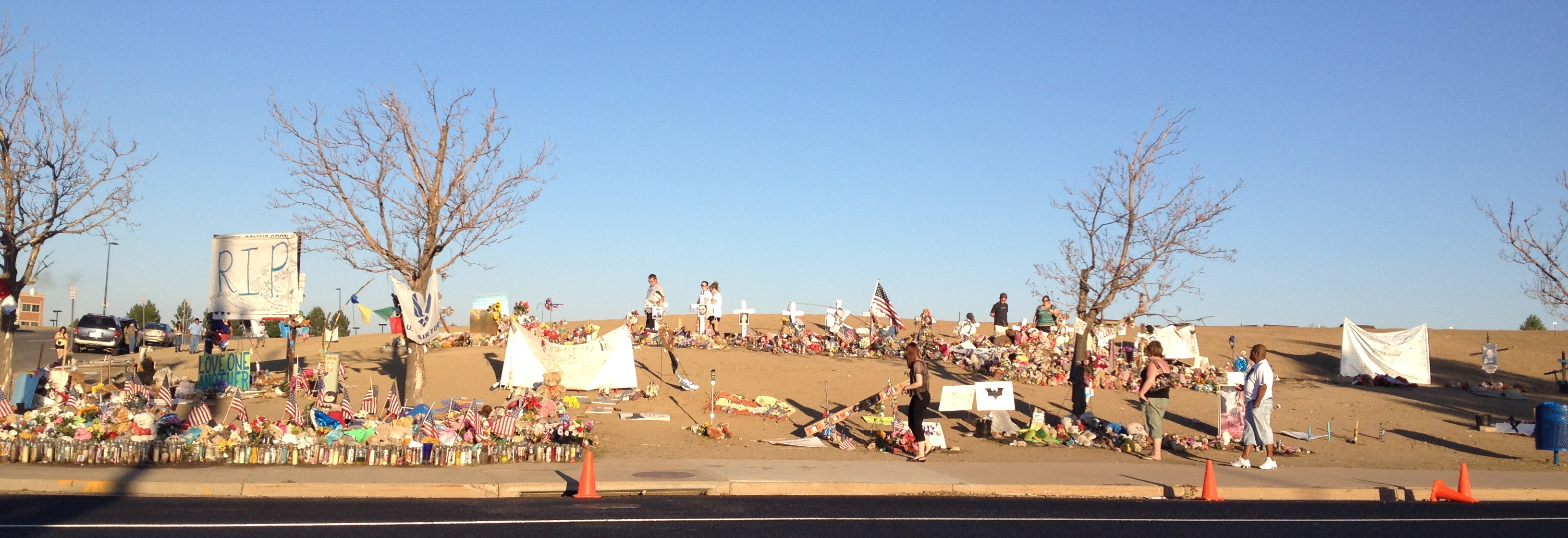
Memorial instalado frente al complejo de cines de Aurora

### Detención y aparición en la corte
Holmes inicialmente fue encarcelado en el Centro de Detención de Arapahoe, bajo vigilancia de suicidio. Él está en régimen de incomunicación para protegerlo de los demás reclusos, una medida de rutina para casos de alto perfil.
El 23 de julio de 2012, Holmes hizo su primera comparecencia en Centennial, Colorado, ante el juez William B. Sylvester. Se le leyeron sus derechos y no se le ofreció fianza. El juez emitió una orden de protección obligatoria y designó un defensor público. Holmes no dijo nada y nunca miró al juez. Su apariencia, que fue descrita como "alelada" y "confundida", alimentó las especulaciones sobre su salud mental.
Los cargos formales contra Holmes se presentaron el 30 de julio de 2012, incluyendo 24 por asesinato, 140 por intento de asesinato, posesión ilegal de explosivos e incitación a la violencia. Los múltiples cargos expanden las oportunidades de los fiscales para obtener condenas. Por cada asesinato, un cargo incluía asesinato con deliberación y el otro asesinato con suma indiferencia. Holmes estuvo de acuerdo con emplear su derecho a una audiencia preliminar en 35 días.
El 9 de agosto, los abogados de Holmes dijeron que su cliente padece una enfermedad mental y que necesitan más tiempo para conocerla en detalle. La divulgación se hizo en una audiencia en Centennial, donde los canales de noticias le pedían a un juez que desecretize registros de la corte sobre el caso.
Los fiscales han dicho que les tomará varias semanas o meses decidir si pedirán pena de muerte, ya que el proceso es muy largo.
Los familiares de los fallecidos y heridos pidieron cadena perpetua para el asesino.
El 10 de enero de 2013, un juez ha decidido que, con toda la evidencia del caso, Holmes ya es competente para afrontar un juicio el cual tuvo lugar en marzo de 2013.
El 1 de abril, los fiscales anunciaron que pedirán la pena de muerte para el juicio que comenzará el 1 de abril de 2013 y cumplirse el 5 de agosto del mismo año.

## Cociente intelectual
Se le realizaron distintas pruebas de inteligencia y el resultado fue que su cociente intelectual era de 123, demostrando que su inteligencia era muy superior al promedio. Su alto cociente intelectual explicaría su admisión a una de las mejores universidades de Estados Unidos (Universidad de California, UCLA), así como sus altas calificaciones durante su carrera universitaria.

## Condena
El 7 de agosto de 2015 Holmes fue condenado a 12 cadenas perpetuas y 3,318 años adicionales en prisión sin derecho a libertad anticipada así escapando de cumplir la pena capital, antes de la condena intentó suicidarse en la cárcel.